# Anne van Keppel, hraběnka z Albemarle
Anne van Keppel (rozená Anne Lennoxová; 24. června 1703 – 20. října 1789 byla britská dvořanka a šlechtična. Sňatkem se pak stala hraběnkou z Albemarle.

## Původ a rodina
Anne se narodila jako nejmladší dítě 1. vévody z Richmondu a jeho manželky Anne Brudenellové. Annin bratr Charles Lennox, 2. vévoda z Richmondu byl britským dvořanem a diplomatem, sestra Louisa hraběnkou z Berkley. Jejich otec Charles se narodil jako nemanželský syn anglického krále Karla II., což z Anne a jejích sourozenců dělalo vnoučata panovníka.

## Manželství a potomci
21. února 1722 se osmnáctiletá Anne v Cavershamu provdala za o rok staršího Williama Keppela, 2. hraběte z Albemarle, načež se stala hraběnkou z Albemarle. Za dvaatřicet let manželství porodila Anne šest dětí:
- George Keppel, 3. hrabě z Albemarle (8. dubna 1724 – 13. října 1772)
- Augustus Keppel (25. dubna 1725 – 2. října 1786)
- William Keppel (5. listopadu 1727 – březen 1782)
- Frederick Keppel (19. ledna 1728 – 27. prosince 1777)
- Caroline Keppelová (1734 – ?), provdala se za Roberta Adaira
- Elizabeth Keppelová (1739 – 1768), provdala se za Francise Russella, markýze z Tavistocku

V letech 1725 až 1737 byla Lady of the Bedchamber (titul dvorní dámy zastávající oficiální pozici osobní šatnářky britské královny nebo princezny) královny Karoliny. Anne zemřela v říjnu 1789 v Admiralty House v Londýně ve věku 86 let, svého manžela přežila o 35 let.

## Filantropie
Hraběnka byla jednou z jednadvaceti dam, které podepsaly v roce 1735 petici volající po založení Foundling Hospital v Londýně. Petici králi Jiřímu II. předložil filantrop Thomas Coram a ačkoli byla původně zamítnuta, pomohla získat další podporu dětskému domovu, který byl schválen v roce 1739.

## Tituly a oslovení
- 24. června 1703 – 21. února 1722: Lady Anne Lennoxová
- 21. února 1722 – 22. prosince 1754: The Right Honourable hraběnka z Albemarle
- 22. prosince 1754 – 20. října 1789: The Right Honourable hraběnka vdova z Albemarle